# Robot Apocalypse
Pour plus de détails, voir Fiche technique et Distribution.
Robot Apocalypse est un film de science-fiction américain réalisé par Marcus Friendlander, sorti en 2021. Il met en vedettes dans les rôles principaux Tito Ortiz, Katalina Viteri (de) et DeAngelo Davis. Le film est produit par The Asylum.

## Synopsis
Tara, une pirate informatique, découvre qu'une intelligence artificielle très puissante a entrepris de dominer le monde, grâce à une armée de robots dont elle a pris le contrôle. Afin de préserver son secret, l’IA désigne Tara comme une terroriste à éliminer. Tara réunit alors une équipe de hackers pour empêcher l’IA de mettre à exécution son plan funeste, et sauver l'humanité.

## Distribution
- Katalina Viteri (de) : Tara Lopez
- Jessica Chancellor : Zee
- Olivia Crosby : Black Dragon
- DeAngelo Davis : Wilson
- Stephen Wesley Green : Cici
- Tammy Klein : robot NFX, voix IA
- Barry Piacente : Dr Marietta
- Noah Jay Wood : Jorge[2].
- Pat Kelly : Doug[3].

## Production
Le tournage a eu lieu à Atlanta en Géorgie aux États-Unis. Le film est sorti le 27 juillet 2021 aux États-Unis, son pays d’origine.